# 깜짝 열혈신기록! 아득한 금메달
《깜짝 열혈신기록! 아득한 금메달》(びっくり熱血新記録！はるかなる金メダル)은 테크노스 저팬이 발매한 1992년 스포츠 게임이다. 이야기상 《다운타운 열혈행진곡: 가자 대운동회》의 후속작이다. 패밀리 컴퓨터와 게임보이판이 발매됐다.
기본적인 골자는 올림픽 경기처럼 여러 종목에서 상대 팀과 경쟁해 승리하는 것인데, 반칙 규정이 없어서 상대방을 공격해 체력을 깎아 탈락시키는 등 공격적인 플에이를 펼칠 수 있다. 경기 종목으론 400미터 허들, 해머던지기, 격투, 수영, 장대뛰기가 있다.
1992년 6월 29일 패밀리 컴퓨터판이 일본에서 처음 출시됐다. 같은 해 10월 북미 지역에 현지화판 《크래시 앤 더 보이즈: 스트리트 챌린지》(Crash 'n the Boys: Street Challenge)가 발매됐다. 1993년 7월 16일에 게임보이 이식판이 일본에서만 출시됐다.
이후 버추얼 콘솔을 통해 Wii, 닌텐도 3DS 및 Wii U로 디지털 재발매됐다.

## 발매
최초로 발매된 패밀리 컴퓨터판은 일본에서 1992년 6월 26일 먼저 출시됐다. 북미 지역에서는 《크래시 앤 더 보이즈: 스트리트 챌린지》라는 제목의 현지화판이 1992년 10월 출시됐다. 북미판의 경우 《쿠니오군》 시리즈 이미지를 지우고 등장인물이 영어이름으로 개명됐다. 게임보이판의 경우 일본에서만 1993년 7월 16일에 발매됐다.
패밀리 컴퓨터판은 이후 2016년 닌텐도 3DS로 발매한 합본 《쿠니오군: 열혈 컴플리트 패미컴 편》에 수록됐다. 2018년 플레이스테이션 4, 닌텐도 스위치, 엑스박스 원 및 마이크로소프트 윈도우로 발매된 《쿠니오군: 더 월드 클래식스 컬렉션》에는 일본판과 북미판 모두 수록됐다.